# Подлесная Тавла
Подле́сная Та́вла (эрз. Вирь Тавла) — село в Кочкуровском районе Республики Мордовия, административный центр Подлесно-Тавлинского сельского поселения.
Село расположено на реке Тавла вблизи лесного массива. Расстояние до районного центра (село Кочкурово) — около 7 км и 19 км от железнодорожной станции Воеводское.
Название-топоним, который содержит тюркские лексические элементы: Тау/тав — «гора». По мнению финно-угроведа Дмитрия Владимировича Цыганкина, в дословном переводе на русский язык топообразование Тавла обозначает «гористый».
Имеются дом культуры (ныне закрыт из-за аварийного состояния), основная школа, а также Подлесно-Тавлинская экспериментальная детская художественная школа, работает сельскохозяйственное предприятие — ООО Агрофирма «Тавла».
6 сентября 2006 года открылся дом-музей «Этно-Кудо» имени В. И. Ромашкина.
Имеется Христорождественская церковь. После образования Саранской и Мордовской епархии возрожденному приходу было передано (в 2001 году) одноэтажное деревянное здание бывшей колхозной столовой, которое затем было обложено кирпичом, над крышей возведен позолоченный купол с крестом, построена небольшая двухъярусная восьмигранная колокольня, увенчанная шатровым навершием с малым куполом. Прихрамовая территория обнесена узорной железной оградой. Часть икон старого храма была сохранена жителями села и возвращена в новую церковь.

## История
Упоминается в «Саранской таможенной книге» (1692). По актовому документу 1706 года в Подлесной Тавле было 57 дворов. В 1867 г. в селе был построен Христорождественский Храм (в советское время был полностью разрушен, возрождён в 2001 году).
В «Списке населённых мест Пензенской губернии» (1869) Подлесная Тавла — деревня казённая из 183 дворов Саранского уезда; имелись 3 мельницы и маслобойня. В 1914 г. в Подлесной Тавле насчитывалось 299 дворов. В 1929 г. была создана коммуна «Эрзянь зоря» («Эрзянская заря»), с 1931 г. — колхозы «Эрзя» и «Красный трактор», с 1939 г. — укрупненный им. 18-го партсъезда, с 1997 г. — СХПК, с 2001 г. — ООО «Тавла».

## Школа резьбы по дереву

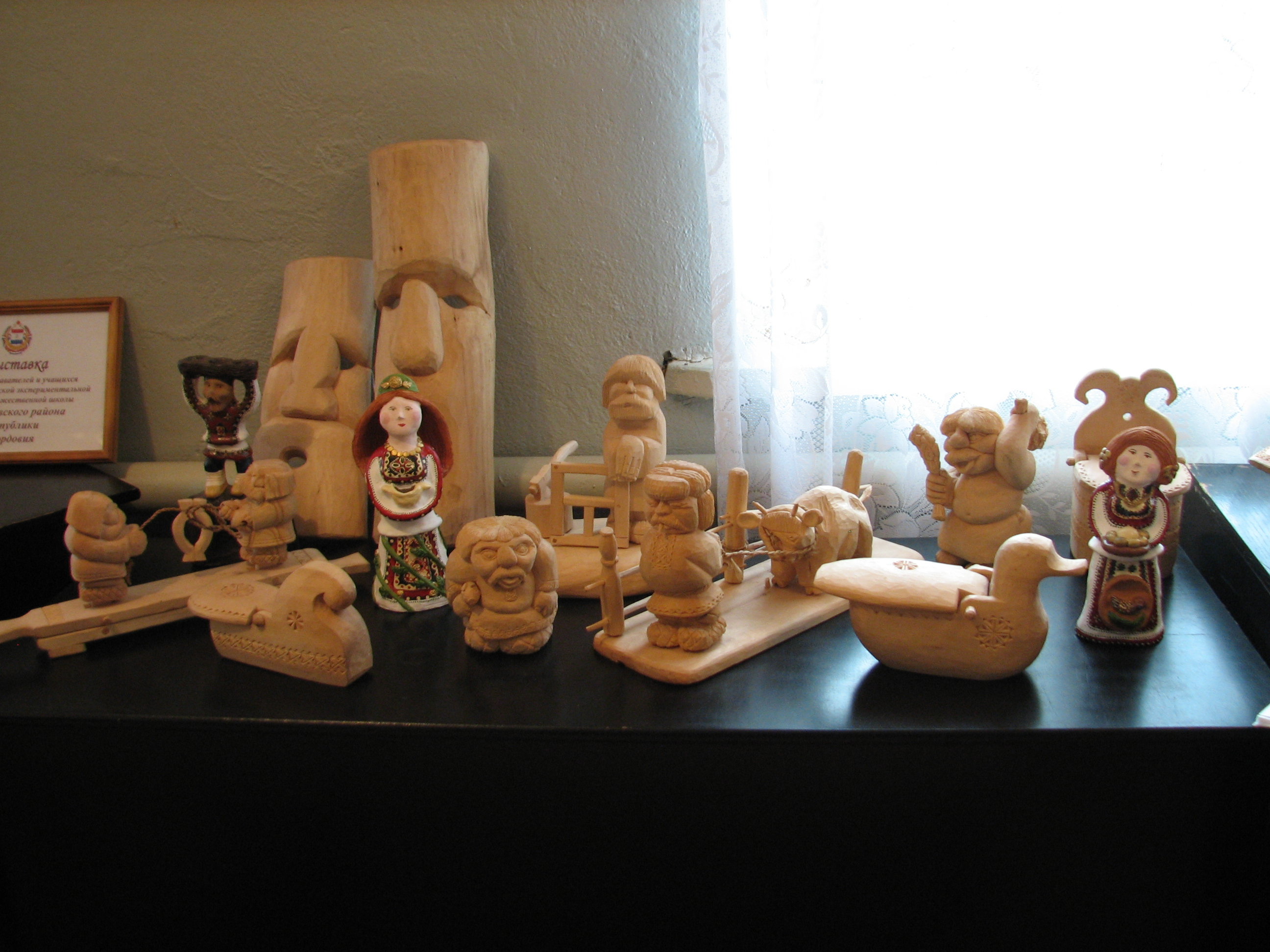
Подлесно-Тавлинская резьба по дереву

Село известно резьбой по дереву, имеющим некоторое сходство с богородской игрушкой, но со своим колоритом. Центральное место в работах тавлинских мастеров занимает образ человека в различных жизненных ситуациях, часто наполненных юмором.
Школа резьбы по дереву была основана в 1970-х годах выпускником Ичалковского педагогического училища Николаем Ивановичем Мастиным, который организовал при местной школе кружок резьбы по дереву, ставший затем экспериментальной детской художественной школой.

## Население
| 2002 | 2010 | 2012 | 2013 | 2014 | 2015 | 2016 |
| ---- | ---- | ---- | ---- | ---- | ---- | ---- |
| 702  | ↘608 | ↘603 | →603 | ↘600 | ↘591 | ↘581 |
| 2017 | 2018 | 2019 | 2020 | 2021 |      |      |
| ↘577 | ↘571 | ↗573 | ↘564 | →564 |      |      |

## Знаменитости села
- В селе родился Герой Советского Союза Иван Кудашкин. На здании школы установлена мемориальная доска[16].
- учёный И. Ф. Каргин[17].
- резчик по дереву Калаганонь Керяз (он же П. В. Рябов)

## Источник
- Энциклопедия Мордовия, О. В. Дулкин.